# 勒布兰冈
勒布兰冈（法語：Leubringhen，法語發音：[lœbʁɛ̃ɡɑ̃]）是法国上法蘭西大區加来海峡省的一个市镇，属于滨海布洛涅区。

## 地理
勒布兰冈（50°51'28"N, 1°43'17"E）面积7.98 平方千米，位于法国上法蘭西大區加来海峡省，该省份为法国北部沿海省份，西北濒北海，南至索姆省，东临北部省。
与勒布兰冈接壤的市镇（或旧市镇、城区）包括：圣安格勒韦尔、欧当贝尔、费尔克、北朗德勒坦、勒兰冈-贝尔讷。
勒布兰冈的时区为UTC+01:00、UTC+02:00（夏令时）。

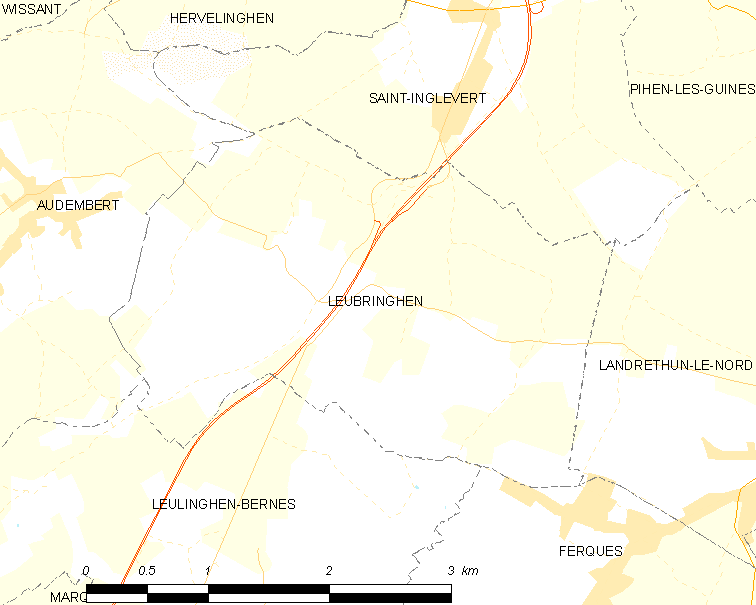
勒布兰冈的OSM定位图

## 行政
勒布兰冈的邮政编码为62250，INSEE市镇编码为62503。

## 政治
勒布兰冈所属的省级选区为代夫勒县。

## 人口

1962-2008年间勒布兰冈人口变化图示

勒布兰冈于2022年1月1日时的人口数量为294人。